# Skærmvortemælk
Skærmvortemælk (Euphorbia helioscopia), ofte skrevet skærm-vortemælk, er en 5-20 cm høj plante i vortemælk-familien. Arten er nu udbredt som ukrudtsplante over store dele af Jorden, men er sandsynligvis oprindeligt hjemmehørende i middelhavsområdet og Vestasien og er i forhistorisk tid blevet spredt med landbrugskulturen. Skærmvortemælk har omvendt ægformede blade, der er savtakkede i spidsen. Skærmene er 3-5-grenede.
I Danmark er skærmvortemælk almindelig på dyrket jord og affaldspladser. Den blomstrer i maj til oktober.